# Calosoma inquisitor
Calosoma inquisitor là một loài ground bọ cánh cứng. The species được tìm thấy ở miền bắc châu Phi, châu Âu (northward đến miền nam Scandinavia) và ở châu Á.

## Hình ảnh

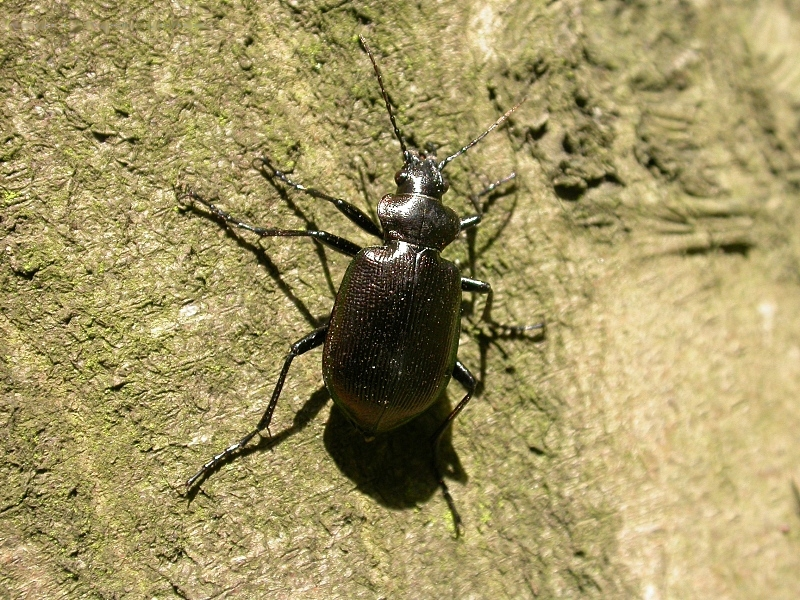
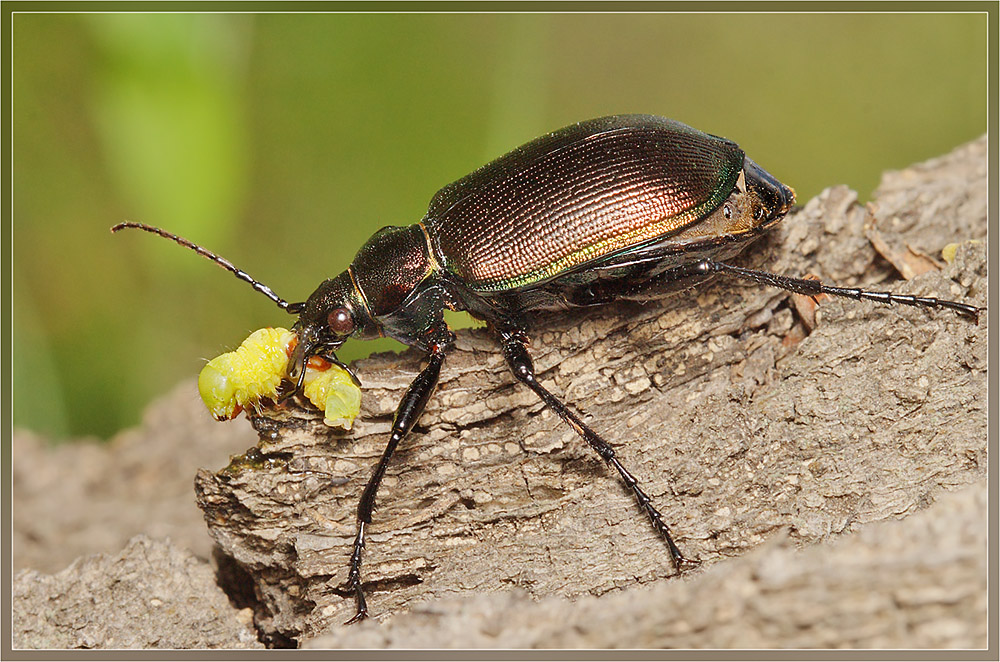
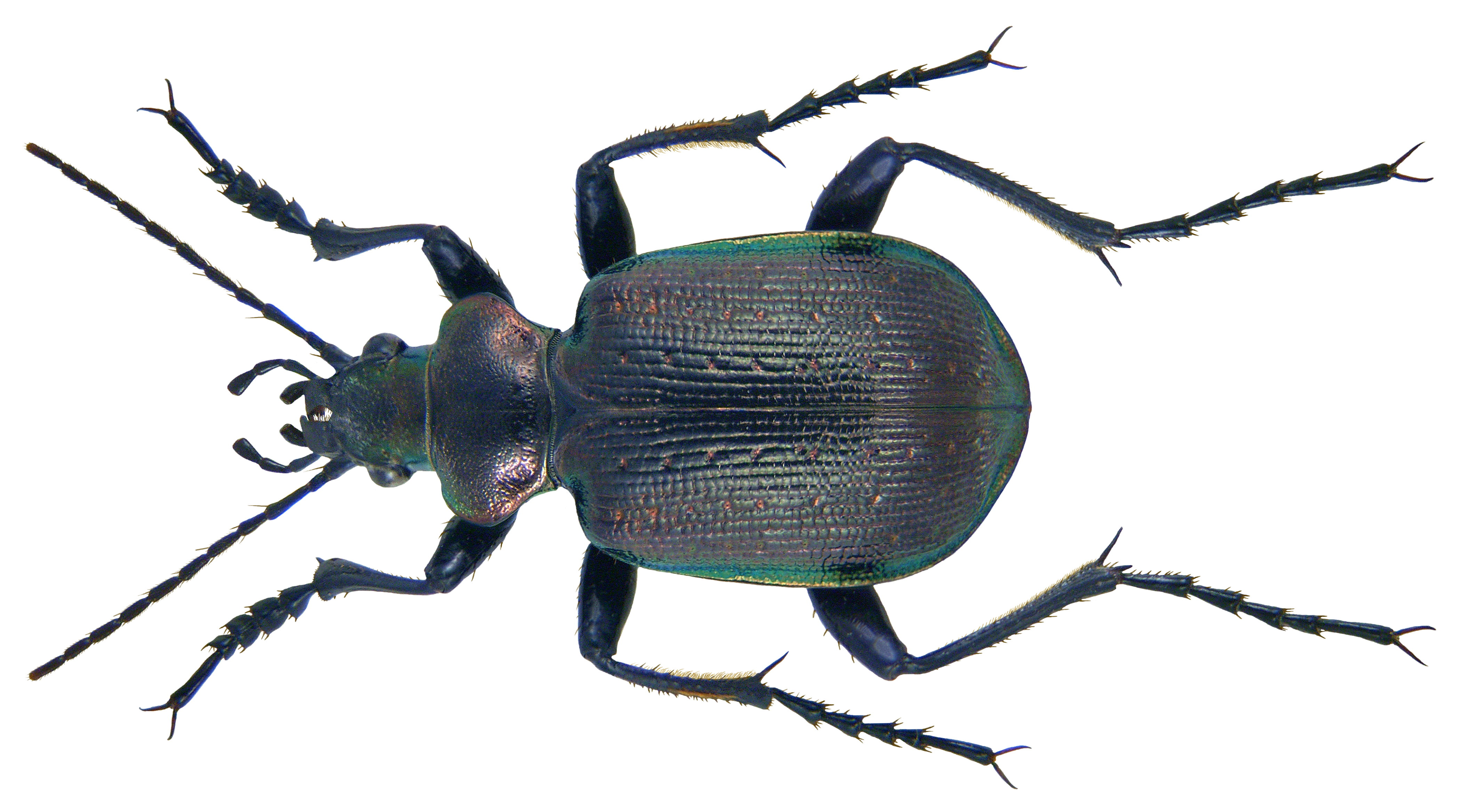
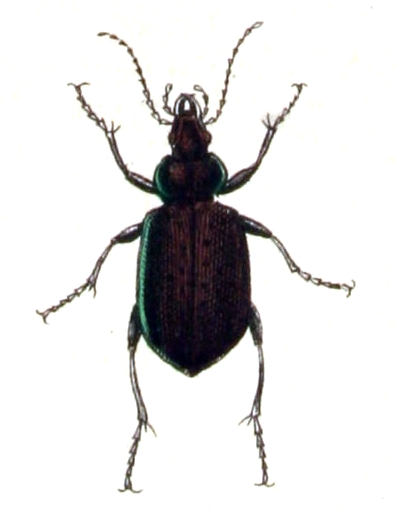